# Myrmica
|  | No s'ha de confondre amb Myrmecia o Myrmecina. |

Myrmica és un gènere de formigues de la subfamília dels mirmicins (Myrmicinae). Es troba estès al llarg de les regions temperades de l'Holàrtic, incloent-hi la península Ibèrica.
El gènere conté espècies inquilines (comensals) que utilitza la família de papallones Lycaenidae.

## Espècies
El gènere conté 187 espècies, de les quals 14 viuen a la península Ibèrica:

### Espècies ibèriques
- M. aloba Forel
- M. karavajevi Arnol'di[5]
- M. lemasnei Bernard
- M. lobicornis Nylander
- M. rubra Linnaeus
- M. ruginodis Nylander
- M. sabuleti Meinert
- M. scabrinodis Nylander
- M. schencki Emery
- M. specioides Bondroit
- M. spinosior Santschi
- M. sulcinodis Nylander
- M. vandeli Bondroit
- M. wesmaeli Bondroit

### Espècies no ibèriques
- M. ademonia Bolton
- M. afghanica Radchenko and Elmes
- M. aimonissabaudiae Menozzi
- M. alaskensis Wheeler
- M. aldrichi
- M. americana Weber
- M. anatolica Elmes et al.
- M. angulata Radchenko et al.
- M. angulinodis Ruzsky[6]
- M. arisana Wheeler
- M. arnoldii Dlussky
- M. atomaria Gerstaecker
- M. basalis Smith
- M. bergi Ruzsky
- M. bessarabica Nasonov
- M. bidens Förster
- M. bibikoffi Kutter
- M. boltoni Radchenko and Elmes
- M. brancuccii Radchenko and Elmes
- M. breviceps Smith, F.
- M. brevinodis Emery
- M. brevispinosa Wheeler
- M. cachmiriensis Forel
- M. cadusa Kim Park and Kim
- M. cagnianti Espadaler
- M. cariniceps Guérin-Méneville
- M. caucasicola Arnol'di,
- M. chinensis Viehmeyer
- M. colax Cole
- M. collingwoodi Radchenko and Elmes
- M. commarginata Ruzsky
- M. contigue Smith
- M. cursor Smith, F.
- M. curvithorax Bondroit
- M. diluta Nylander
- M. dimidiata Say
- M. discontinua Weber
- M. displicentia Bolton
- M. divergens Karavaiev
- M. domestica Shuckard
- M. draco Radchenko et al.
- M. dshungarica Ruzsky
- M. eidmanni Menozzi
- M. emeryana Cole
- M. ereptrix Bolton
- M. excelsa Kupyanskaya
- M. exigua Buckley
- M. ferganensis Finzi
- M. forcipata Karavaiev
- M. foreliana Radchenko and Elmes
- M. formosae Wheeler, W.M.
- M. fortior Forel
- M. fracticornis Forel
- M. fragilis Smith
- M. fuscula Nylander
- M. galbula Losana
- M. gallienii Bondroit
- M. gigantea Collingwood
- M. glaber Smith
- M. glacialis Emery
- M. glyciphila Smith
- M. gracillima Smith
- M. hamulata Weber
- M. hecate Weber
- M. hellenica Finzi
- M. helleri Viehmeyer
- M. hirsuta Elmes
- M. hyungokae Elmes et al.
- M. incompleta Provancher
- M. incurvata Collingwood
- M. indica Weber
- M. inezae Forel
- M. jennyae Elmes et al.
- M. jessensis Forel
- M. juglandeti Arnol'di
- M. kabylica Cagniant
- M. kamtschatica Kupyanskaya
- M. kasczenkoi Ruzsky
- M. kirghisorum Arnol'di
- M. kollari Mayr
- M. koreana Elmes et al.
- M. kotokui Forel
- M. kozlovi Ruzsky
- M. kryzhanovskii Arnol'di
- M. kurokii Forel
- M. lacustris Ruzsky
- M. laevigata Smith
- M. laevinodis Nylander
- M. laevissima Smith
- M. lampra Francoeur, 1968
- M. latifrons Starcke
- M. lobifrons Pergande
- M. lonae Finzi
- M. longiscapus Curtis
- M. lampra Francoeur
- M. laurae Emery
- M. luctuosa Smith,F.
- M. luteola Kupyanskaya
- M. magniceps
- M. margaritae Emery
- M. martensi Radchenko and Elmes
- M. mellea Smith
- M. mexicana Wheeler, W.M.
- M. microrubra Seifert
- M. minkii Förster
- M. minuta Ruzsky
- M. mirabile Elmes & Radchenko
- M. mirabilis Elmes & Radchenko
- M. modesta Smith
- M. molesta
- M. molifaciens
- M. monticola Creighton
- M. myrmicoxena Forel
- M. nearctica Weber
- M. nitida Radchenko
- M. ominosa Gerstaecker
- M. ordinaria Radchenko
- M. orthostyla Arnol'di
- M. pachei Forel
- M. parallela Smith
- M. pellucida Smith
- M. pelops Seifert
- M. petita Radchenko
- M. pharaonis
- M. pinetorum Wheeler
- M. pisarskii Radchenko
- M. punctiventris Roger
- M. quebecensis Francoeur
- M. ravasinii Finzi
- M. reticulata Smith
- M. rhytida Radchenko
- M. rigatoi Radchenko and Elmes
- M. ritae Emery
- M. rugiventris Smith
- M. rugosa Mayr
- M. rugulosa Nylander
- M. rugulososcabrinodis Karawajew
- M. rupestris Forel
- M. salina Ruzsky
- M. samnitica Mei
- M. saposhnikovi Ruzsky
- M. seminigra Cresson
- M. serica Wheeler, W.M
- M. silvestrii Wheeler, W.M
- M. sinensis Radchenko et al.
- M. sinica Wu and Wang
- M. smythiesii Forel
- M. spatulata Smith
- M. stangeana Ruzsky
- M. striatula Nylander
- M. striolagaster Cole
- M. suspiciosa Smith
- M. symbiotica Menozzi
- M. taediosa Bolton
- M. tahoensis Wheeler
- M. taibaiensis Wei et al.
- M. tamarae ElmesRadchenko and Aktac
- M. tenuispina Ruzsky
- M. tibetana Mayr
- M. titanica Radchenko
- M. transsibirica Radchenko
- M. trinodis Losana
- M. tschekanovskii Radchenko
- M. tulinae Elmes, Radchenko, and Aktac
- M. turcica Santschi
- M. unifasciata Bostock
- M. urbanii Radchenko
- M. vastator Smith
- M. vexator Smith
- M. villosa Radchenko and Elmes
- M. vittata Radchenko and Elmes
- M. wardi Radchenko
- M. wheeleri Weber
- M. whymperi Forel
- M. williamsi Radchenko
- M. wittmeri Radchenko
- M. yamanei Radchenko
- M. yoshiokai Weber
- M. zojae Radchenko